# Aleksander Aamodt Kilde
Aleksander Aamodt Kilde (Bærum, Norveška, 21. rujna 1992.) - norveški skijaš
U Svjetskome kupu u alpskom skijanju natječe se u četiri discipline, s glavnim fokusom na super-G i spust. Kilde dolazi iz Bæruma i predstavlja sportski klub Lommedalens IL. 
Kilde je postao svjetski juniorski u veleslalomu 2013. u Mont-Sainte-Anneu u Quebecu u Kanadi, i osvojio je ukupni naslov Europskog kupa te sezone. Također je završio drugi u super-G-u na norveškom nacionalnom prvenstvu, postavivši vrijeme 0,11 sekunde iza pobjednika Aksela Lunda Svindala. U Svjetskom kupu debitirao je u listopadu 2012.
Kilde je predstavljao Norvešku na Zimskim olimpijskim igrama 2014. u Sočiju u Rusiji, i bio je 13. u super-G-u u Rosa Hutoru, ali nije završio u spustu niti u kombinaciji, gdje je bio četvrti u spustu u kombinaciji.
Osvojio je svoje prvo postolje Svjetskog kupa u super-G-u u Val Gardeni u prosincu 2015. godine. Bilo je to treće mjest nakon timskih kolega Aksela Lunda Svindala i Kjetila Jansruda.
Kilde je osvojio ukupni naslov Svjetskog kupa u sezoni 2019.-'20., nakon umirovljenja Marcela Hirschera s osam uzastopnih naslova. Unatoč dvjema pobjedama na utrkama u Val Gardeni u prosincu 2020., nije uspio obraniti naslov zbog ozljede na kraju sezone u siječnju.
Međutim, u sljedećoj sezoni 2021./'22. Kilde je dosegao najbolji osobni broj postolja unutar jedne sezone: sedam pobjeda i dva druga mjesta. Osvojio je super-G globus po drugi put u karijeri, a proslavio je i svoj prvi globus u spustu.
Na Zimskim olimpijskim igrama u Pekingu 2022. Kilde je osvojio dvije medalje, broncu u superveleslalomu i iznenađujuće srebro u alpskoj kombinaciji. Također je završio peti u spustu.
Na Svjetskom prvenstvu u Courchevel 2023. osvojio je srebra u spustu i super-G-u.
Doživio je težak pad tijekom spusta u Wengenu 13. siječnja 2024. te je helikopterom prevezen u najbližu bolnicu.